# Netjeraperef
Netjeraperef est le nom d'un ancien haut fonctionnaire et prince égyptien. Il a vécu et travaillé à la période de transition entre la IIIe et la IVe dynastie pendant la période de l'Ancien Empire.

## Identité

### Famille
Netjeraperef était peut-être un fils du roi Snéfrou. Cependant, cette suggestion est contestée, car le titre d'élite « fils du roi » était souvent simplement un titre honorifique pendant l'Ancien Empire, donné à des fonctionnaires légitimes de rangs extraordinaires. Les « vrais » princes portaient le titre de « fils corporel du roi ».

### Titres
En tant que haut fonctionnaire et prêtre, Netjeraperef détenait de nombreux titres bureaucratiques et sacerdotaux :
- Fils du roi (égyptien : Sa-nesw ).
- Surveillant des phyles de Basse-Égypte (égyptien: Imy-ra-zau-Shemaw).
- Surveillant des commissaires (égyptien : Imy-ra-wpwt).
- Chef des nomes (égyptien : Heqa-sepawt).
- Le serviteur de Dieu de la pyramide Snéfrou, le bienheureux, apparaît (égyptien: Hem-netjer-Kha-khenty-Snefru ).

### Carrière
Il est à noter que les trois premiers titres Imy-ra-shemaw, Imy-ra-wpwt et Heqa-sepawt sont des titres courants pour les fonctionnaires de la Basse-Égypte. Ainsi, Netjeraperef a exercé ses fonctions dans les territoires du nord.
Les partenaires de bureau contemporains possibles de Netjeraperef pourraient avoir été Khâbaousokar, Metjen, Pehernéfer et Akhetaâ. Ceux-ci sont également connus pour leurs chapelles funéraires richement décorées et pour leurs carrières fidèles. Cependant, il n'est pas prouvé que ces fonctionnaires étaient liés de quelque manière que ce soit,

## Tombeau
Netjeraperef a été enterré dans le mastaba I / 1 à Dahchour, qui a été fouillé par l'Institut archéologique allemand du Caire. La tombe était faite de briques de boue et mesurait environ 35,10 × 18,90 m. La structure intérieure comprenait un escalier avec quelques marches menant à un couloir droit. Le couloir menait à son tour dans un couloir s'étendant de gauche à droite, formant un agencement de chambre en forme de T. Il est à noter que le terrain de Dahchour offrait un sol plutôt mou et meuble, une circonstance qui interdisait tout bâtiment de chambre souterraine plus profonde et obligeait ainsi les constructeurs de tombes à créer des chambres à l'intérieur du mastaba et au-dessus du niveau du sol. Un cas similaire s'est produit lors de la construction de la pyramide pliée, lorsque les murs et les plafonds des chambres sous le niveau du sol ont commencé à former des fissures. Dans la chambre centrale de la tombe de Netjeraperef, un autel a été placé dans une chapelle d'offrandes. Une particularité de la chapelle des offrandes de Netjeraperef sont les deux stèles (une fois placées à gauche et à droite de l'autel), dont l'une est presque entièrement préservée. Cet arrangement était une copie claire des sanctuaires de stèles de Snéfrou à ses pyramides à Meïdoum et Dahchour. Les stèles portaient toutes les deux les noms et titres de Netjeraperef. L'une des stèles, cependant, a été volée lors des travaux de restauration du Moyen Empire et réutilisée comme cadre de porte pour le temple de la vallée de Snéfrou à Meidum.